# 🇲🇲
🇲🇲 is een Unicode vlagsequentie emoji die gebruikt wordt als regionale indicator voor Myanmar. De meest gebruikelijke weergave is die van de vlag van Myanmar, maar op sommige platforms (waaronder Microsoft Windows) ziet men de letters MM.
De vlagsequentie is opgebouwd uit de combinatie van de Regional Indicator Symbols 🇲 (U+1F1F2) en 🇲 (U+1F1F2), tezamen de ISO 3166-1 alpha-2 code MM voor Myanmar vormend.
Deze emoji is in 2010 geïntroduceerd met de Unicode 6.0-standaard.

## Gebruik

De landsvlag van Myanmar

Deze emoji wordt gebruikt als regionale aanduiding van Myanmar.

## Codering

De Twemoji-implementatie

### Unicode
In Unicode vindt men de 🇲🇲 met de codesequentie U+1F1F2 U+1F1F2 (hex).

### Shortcode
Er zijn shortcodes  voor 🇲🇲; in Github kan deze opgeroepen worden met :myanmar (burma):,  in Slack kan het karakter worden opgeroepen met de code :flag-mm:.